# Mimi Sheller
Mimi Beth Sheller (* 2. Februar 1967) ist Dekanin der Global School am Worcester Polytechnic Institute in Massachusetts, USA. Von 2009 bis 2021 war sie Professorin für Soziologie in der Abteilung für Kultur und Kommunikation und Gründungsdirektorin des New Mobilities Research and Policy Center an der Drexel University in Philadelphia. Sie gilt als "Schlüsseltheoretikerin der Mobilitätsforschung" und ist auf den postkolonialen Kontext der Karibik spezialisiert.

## Karriere
Sheller besuchte das Harvard College, wo sie 1988 einen Bachelor in Geschichte und Literatur mit summa cum laude erwarb. Sie erwarb 1993 einen Master in Soziologie und historischen Studien und promovierte 1998 an der New School for Social Research. Ihre Dissertation schloss sie unter der Betreuung von Charles Tilly, William Roseberry und Mustafa Emirbayer ab. Von 1997 bis 1998 war Sheller Dubois-Mandela-Rodney Postdoctoral Fellow am Center for African and Afroamerican Studies an der University of Michigan in Ann Arbor.
Sie ist Gründungsdirektorin (während ihrer ersten Tätigkeit als Dozentin von 1998 bis 2005) und Gastwissenschaftlerin am Center for Mobilities Research and Policy (CeMoRe) an der Lancaster University in England. Im Jahr 2003 erwarb sie dort ein Postgraduate Certificate in Learning and Teaching in Higher Education.
Zusammen mit dem britischen Soziologen John Urry war sie Mitbegründerin der akademischen Zeitschrift Mobilities, deren Mitherausgeberin sie bis zu ihrem Ausscheiden im Jahr 2021 war. Außerdem ist sie Mitherausgeberin von Transfers: Interdisciplinary Journal of Mobility Studies.

## Werk
Shellers erstes Buch, Democracy After Slavery: Black Publics and Peasant Radicalism in Haiti and Jamaica, wurde 2002 mit dem Choice Magazine Outstanding Book Award ausgezeichnet. Ihr zweites, 2003 veröffentlichtes Buch mit dem Titel Consuming the Caribbean: From Arawaks to Zombies basiert auf ihrer Dissertation.
2004 veröffentlichte Sheller zusammen mit John Urry ein Buchkapitel mit dem Titel "The New Mobilities Paradigm", das "einen bedeutenden Schritt in der Theorie der Mobilitäten" darstellte, indem sie "argumentierte, dass Reise- und Kommunikationstechnologien die Verbreitung von Verbindungen aus der Ferne ermöglicht haben und dass solche entfernten und unregelmäßigen Verbindungen entscheidend sind, um das soziale Leben zusammenzuhalten". Wiederum zusammen mit Urry gab sie zwei Sammelbände über Mobilitäten heraus: Tourism Mobilities: Places to Play, Places in Play sowie Mobile Technologies of the City.
2011 gehörte Sheller einem Expertenteam an, das vom Earthquake Engineering Research Institute eingeladen wurde und die Global Facility for Disaster Reduction and Recovery der Weltbank beriet. Das Team überprüfte und analysierte Daten des Erdbebens und Tsunamis in Tohoku, Japan, aus dem Jahr 2011.
Ihr Buch Citizenship from Below: Erotic Agency and Caribbean Freedom wurde 2012 veröffentlicht und ist laut Diana Paton ein „anregendes, zum Nachdenken anregendes Buch von bleibender Bedeutung“. Aluminum Dreams: the Making of Light Modernity wurde 2014 von MIT Press veröffentlicht.

## Auszeichnungen
- Provost Award for Outstanding Career Scholarly Achievement, Drexel University[14]
- Ehrendoktorat, Universität Roskilde, 2014[15]
- David G. Nicholls Memorial Prize, Society of Caribbean Studies[1]

## Publikationen (Auswahl)

### Monografien
- Island Futures: Caribbean Survival in the Anthropocene. Durham: Duke University Press. ISBN 978-1-4780-1118-7.
- Mobility Justice: The Politics of Movement in An Age of Extremes. London: Verso Books, 2018. ISBN 978-1-78873-092-1.
- Aluminum Dreams: The Making of Light Modernity. Cambridge, Mass./London: MIT Press, 2014. ISBN 978-0-2620-2682-6.
- Citizenship from Below: Erotic Agency and Caribbean Freedom. Durham: Duke University Press, 2012. ISBN 978-0-8223-4953-2.
- Consuming the Caribbean: From Arawaks to Zombies. London: Routledge, 2003. ISBN 978-0-4152-5760-2.